# Éparchie d'Abkhazie

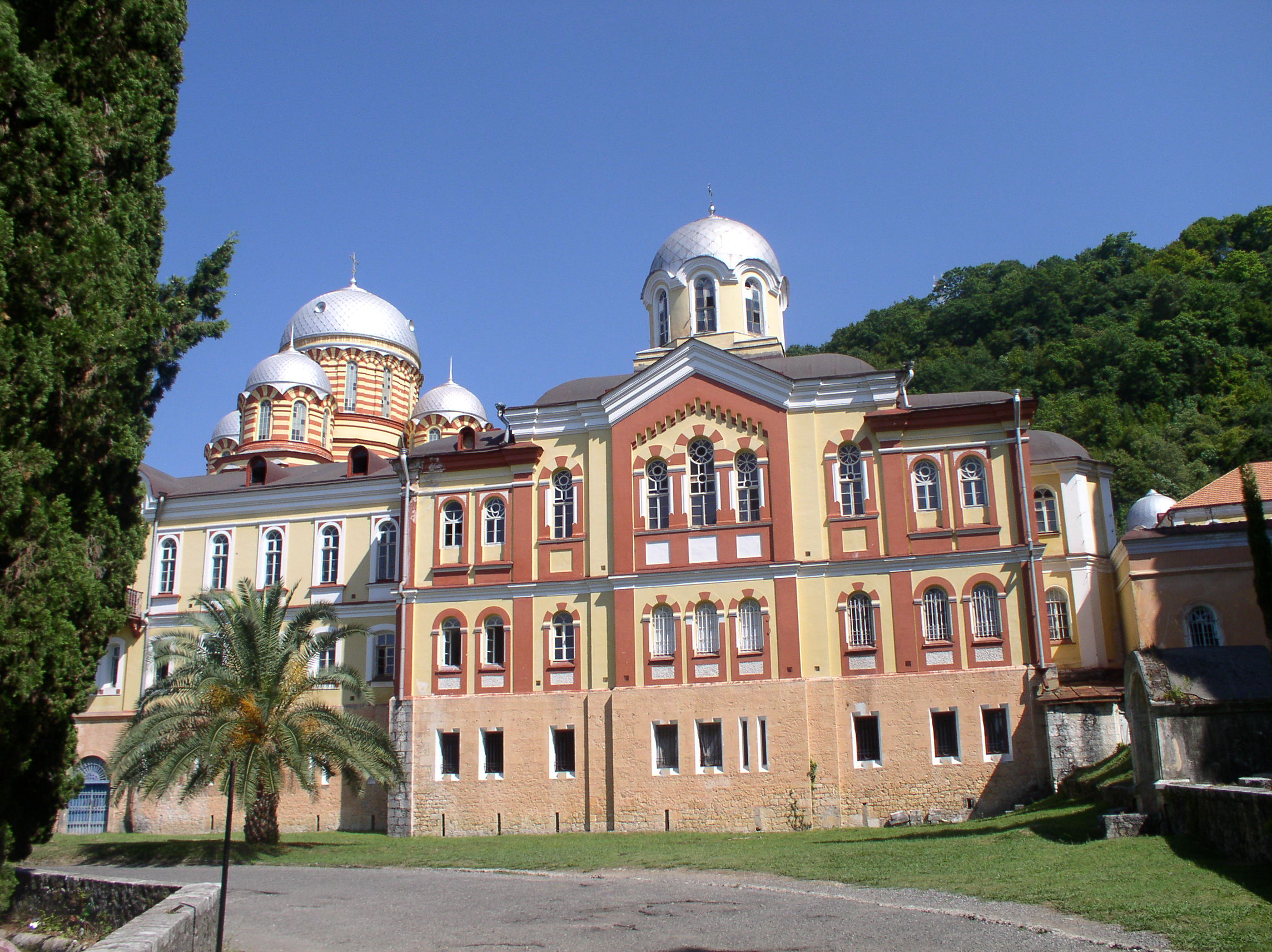
Monastère du Nouvel Athos.

L'Éparchie d'Abkhazie (en géorgien : ბიჭვინთისა და ცხუმ აფხაზეთის ეპარქია) est une éparchie de l'Église orthodoxe géorgienne.

## Histoire
L'Abkhazie est traditionnellement reconnue par le monde orthodoxe comme faisant partie du territoire canonique du Catholicossat-Patriarcat de Géorgie dont elle constitue une métropole (Métropole de Tskhum-Apkhazeti), depuis qu'elle fut rattachée à l'Église géorgienne en 1917. Depuis le conflit abkhazo-géorgien et l'indépendance de facto de l'Abkhazie en 1992, l'Église de Géorgie ne peut plus agir dans le pays.
L'Éparchie d'Abkhazie s'est constituée en juridiction indépendante, avec une influence significative de l'Église orthodoxe de Russie.
Elle a été enregistrée auprès du ministère de la Justice de la République d'Abkhazie en décembre 2005.

## Organisation
L'Éparchie est actuellement (2008) dirigée par le moine-prêtre Bessarion Apliaa.